# جورج واتسون (لاعب دوري الرغبي)
جورج واتسون (بالإنجليزية: George Watson)‏ هو لاعب دوري الرغبي أسترالي، ولد في 6 يناير 1885 في بريزبان في أستراليا، وتوفي في 1961.

## وصلات خارجية
- جورج واتسون عل موقع إسبنسكروم (الإنجليزية)